# نصفها (فلم 2020)
نصفها (بالإنجليزية: The Half of It) فيلم درامي كوميدي أمريكي لعام 2020 من تأليف وإخراج أليس وو. الفيلم من بطولة ليا لويس ودانييل ديمر وأليكسيس ليمير وكولين تشو. أصدرت شركة نتفليكس Netflix الفيلم في أول مايو 2020 وحصل على جائزة فاوندر لأفضل فيلم روائي في مهرجان تريبيكا السينمائي 2020.

## طاقم التمثيل
- ليا بويسن: في دور إيلي تشو (طالبة أمريكية من أصل آسيوي خجولة ومنطوية)
- دانيال ديمر: في دور بول مونسكي (لاعب مدرسي ساعدته إيلي بكتابة رسائل الحب)
- اليكسيس لومير: في دور أستر فلوريس (ابنة شماس محلي)
- كولين تشو: في دور إدوين تشو (والد إيلي)
- إنريكي مورسيانو: في دور ديكون فلوريس (والد أستر)
- كاثرين كيرتن: في دور كولين مونسكي (والدة بول)
- ولفجانج نوفوجراتز: في دور تريج كارسون (صديق استر)
- بيكي آن بيكر: في دور السيدة جيزيلشاب
- غابرييل صاميلز: في دور آمبر[3]

## ملخص أحداث الفيلم
تعيش الطالبة إيلي تشو التي لا أصدقاء لها في بلدة سكواهاميش النائية، حيث تجني أموالاً إضافية من كتابة أوراق الواجبات المنزلية لزملائها الطلاب. تعيش مع والدها الأرمل وتؤدي معظم واجباته كقائد محطة ورجل إشارة. إيلي غير متأكدة مما إذا كان ينبغي لها مغادرة المنزل إلى كلية بعيدة أو البقاء لمساعدة والدها إدوين، الذي يقف على مفترق طرق.
يتصل بها بول مونسكي لاعب كرة القدم لكتابة رسالة حب إلى زميلته في المدرسة أستر فلوريس. تقع إيلي في حب أستر سرًا وترفض هذا الإحساس في البداية. تستمر في العمل بعد أن علمت أنه سيتم قطع الكهرباء عن بيتها منزلها إذا فشلوا في السداد. تواعد أستر على تريج، وهو صبي من عائلة ثرية، وتبدأ إيلي مراسلات صادقة مع أستر في رسائل ورسائل نصية. يتواصل الاثنان حول اهتماماتهم المشتركة في الأدب والفن، على الرغم من أن أستر تعتقد أنها تتواصل مع بول.
ترتب إيلي موعد غرامي لبول مع أستر، لكن الأمر لا يسير كما يجب، لأن بول غير قادر على الحديث معها مثلما تستطيع إيلي. تعتبر إيلي هذا نهاية لمحاولاتهم، ولكن بعد أن دافع بول عنها من المتنمرين، توافق على تعليمه الفن والأدب. يبدأ إيلي وبول في الترابط عندما ينفتحان على صراعات الأسرة. يسير موعد بول الثاني مع أستر بشكل سيء مثل الأول، لكن إيلي تنقذ الأمسية بإرسال رسالة نصية إلى أستر بينما تتظاهر بأنها بول. يعلن بول فجأة عن اهتمامه الرومانسي بأستر ويخبر إيلي بذلك. يصطحب بول إيلي إلى حفلة، ثم إلى منزله بعد أن أصبحت في حالة سكر.
تستمر الأحداث وإيلي وبول مجتمعين على حب أستر، ولكن تتعقد الأمور بشكل متزايد، وتصبح الأمور أكثر فوضوية.

## استقبال الفيلم
منح موقع الطماطم الفاسدة تقييم للفيلم بمقدار 97% بناء على آراء 90 ناقد، وكتب إجماع النقاد: «بالنسبة للمشاهدين الذين يبحثون عن قصة شباب في مرحلة بلوغ سن الرشد تتسم بالذكاء والعطاء والمرح، فإن فيلم» نصفها«يحتوي على كل شيء».
منح موقع ميتاكريتيك تقييم للفيلم بمقدار 75% بناء على آراء 20 ناقد.
كتب موقع «ديسايدر Decider»: «إن الحبكة هي مقدمة لطيفة بشكل كبير لفيلم عصري يبدو مثاليًا وواضحًا جدًا، الفيلم يروي قصة رحلة مهاجرة شابة مثلية إلى قبول الذات. في فيلم مليء بالمتعة».
كتبت صحيفة نيويورك تايمز: «أن وو يملأ الفيلم بشخص ناضج مؤلم فهم وجع الشوق إلى المستحيل».
كتبت المجلة الأمريكية «بيتش Bitch»: «في حين أن هذه الأفلام تركز على المراهقين وتغازل فكرة العلاقات السحاقية، فإنها تتحول بسرعة إلى قصة حب محققة بالكامل، ويبدو أن قصة الفيلم تدور في منتصف الطريق. السعادة التي قدمتها إيلي: ربما بعض القبول، ربما الصداقة، ربما الحب الأول. إنها ليست القصة السعيدة التي تم بيعها عبر إعلان الفيلم، ويبدو أنها وعود أكثر لم يتم الوفاء بها إلا في منتصف الطريق».
قالت بطلة الفيلم ليا لويس في مقابلة في 1 مايو 2020: «يعتقد معظم الناس أن قصة الحب لها معادلة، وعادةً ما يلتقي الصبي بفتاة، أو تلتقي الفتاة بصبي، أو تلتقي الفتاة بفتاة، لكن الفيلم هو قصة حب ذاتي لأن هذه الشخصيات لا ينتهي بها المطاف مع بعضها البعض، ولكن في النهاية، ينتهي بهم الأمر بشيء ما. بالنسبة لي، هذا أكثر قيمة من مجرد العثور على النصف الآخر؛ إنك تجد جزءًا من نفسك على طول الطريق. إنها قصة حب، وإنها ليست مجرد قصة رومانسية».
نشر الصحفي والناقد الثقافي الأمريكي «أنتوني أوليفر سكوت»، ان فيلم «نصفها» هو أفضل الأفلام لعام 2020 في رأيه.
حصل الفيلم على الجائزة الأولى في مهرجان تريبيكا السينمائي 2020، وهي جائزة المؤسسين لأفضل فيلم روائي.

## وصلات خارجية
- مقالات تستعمل روابط فنية بلا صلة مع ويكي بيانات